# Canning (rivier in West-Australië)
De Canning is een belangrijke zijrivier van de rivier Swan in het zuidwesten van West-Australië.

## Geschiedenis
De Nyungah Aborigines waren de oorspronkelijke bewoners van het zuidwesten van West-Australië. De aboriginesnaam voor de rivier is Djarlgarra.
Een Franse expeditie ontdekte de monding van de rivier in 1801. De riviermonding werd Entrée Moreau genoemd naar Charles Moreau, een adelborst (En:midshipsman) die aan de expeditie deelnam. Door de Aborigines werd de monding Wagoorjup genoemd. Kapitein James Stirling hernoemde de rivier tijdens zijn verkenning langs de Swan in 1827. Hij vernoemde de rivier naar George Canning, de Britse premier uit die tijd. Stirling stichtte het plaatsje Kelmscott twee jaar later op de oever van de Canning. Kelmscott zou later opgaan in Armadale.
In 1849 werd de Canning Bridge over de rivier gebouwd om Perth en Fremantle te verbinden. De versmalling in de rivier waar de brug kwam te liggen werd door de Aborigines Wagoorjup genoemd. Ze werd in 1862 tijdens een overstroming weg geslagen. Gevangenen bouwden een nieuwe brug gebouwd in 1867. De tweede brug zou het 40 jaar uithouden en werd in 1907 vanwege haar slechte staat vervangen. De derde brug zou het 30 jaar uithouden. Ze werd in 1939 vervangen door een vierde brug maar zou pas afgebroken worden na de Tweede Wereldoorlog voor het geval een van beide bruggen door bombardementen zou vernietigd worden. De vierde brug werd in 2012 in het erfgoedregister opgenomen.
In 1866 bouwde gevangenen een hek met jarrahpalen in de rivier, vanaf Mason's Landing tot waar de rivier dieper werd. Op die manier kon een kanaal worden uitgebaggerd zodat ook 's zomers houtproducten van de Mason and Bird Timber Company naar Fremantle konden worden getransporteerd.
Reeds sinds 1896-97 werd bestudeerd of de Canning niet kon dienen als bron voor drinkwater voor de stad Perth. Pas in de jaren 1930 werd begonnen met de bouw van een stuwdam, de Canning Dam, en met de aanleg van het Canning Reservoir. In 1940 werd de dam afgewerkt en tot 1961, toen er een stuwdam in de rivier Serpentine werd gebouwd, zou het de belangrijkste waterleverancier voor Perth blijven. De dam levert nog steeds 20% van Perths drinkwater. De stuwdam is 70 meter hoog en 466 meter lang.

## Beschrijving
De Canning ontspringt in de Darling Scarp, ten noorden van North Bannister. Ze stroomt vervolgens in noordwestelijke richting. Voor de rivier de Swan-kustvlakte bereikt wordt ze opgehouden door de Canning Dam en vormt zo, 194 meter boven de zeespiegel, het Canning Reservoir. Op de Swan-kustvlakte meandert de rivier in noordwestelijke richting voort, door de voorsteden en buitenwijken van Perth, alvorens in de rivier Swan uit te monden.
De rivier wordt onder meer door volgende waterlopen gevoed:
- Canning River East (191m)
- Bickley Brook (15m)
- Southern River (14m)

## Toerisme
Een deel van het stroomgebied van de Canning werd ondergebracht in het Canning River Regional Park. Men vindt er een aantal historische sites en wandel-, fiets- en kanoroutes:
- De Woodloes Homestead werd in 1874 gebouwd door architect Francis Bird en kan bezocht worden.
- Aan Mason’s Landing stond in 1865 de eerste aangedreven houtzaagmolen van West-Australië.
- De Kent Street Weir werd in 1927 aangelegd om de opwaartse beweging van zout water in de rivier tegen te gaan.
- Mason’s Landing, Kent St Weir, Riverton Jetty Park en Woodloes Park hebben infrastructuur om kano's te water te laten. De Canning River Canoe Trail loopt van Mt Henry Bridge tot Hester Park.[11]
- Er zijn vier informatieve wandelpaden uitgetekend in het park: The Butterflies, Birds and Bridges Loop, Woodloes Walk, Banksia Hill Loop en Lagoon to Living Streams. Deze paden mogen eveneens door fietsers gebruikt worden.
- De Bibbulmun Track steekt de Canning over. De Canning Campsite ligt in de nabijheid van de rivier.[12]

## Fauna en flora
Een groot deel van het stroomgebied van de bovenloop van de Canning, boven het Canning Reservoir, ligt in de heuvels van de Darling Scarp die niet zijn ontbost en geclassificeerd staan als staatsbossen. Enkel in het westelijke deel is het stroomgebied ontbost voor bewoning en landbouw met onder meer veel boomgaarden. Het stroomgebied van de bovenloop van de Canning is ongeveer 147 km² groot en ontvangt een gemiddelde jaarlijkse neerslag van 800 mm. De neerslag wordt opgevangen in het Canning Reservoir.
Tijdens tudies in de jaren 1980 werden onder meer volgende vissoorten in de Canning waargenomen:
- haring (En: Perth Herring)
- Indische platkopvis
- Aldrichetta forsteri
- Acanthopagrus butcheri
- Gymnapistes marmoratus

Het zooplankton in de rivier bestaat voornamelijk uit Acartia clausi, Sulcanus conflictus, Gladioferens imparipes en Oithona-soorten. Verder leven er kokerwormen, krabben, garnalen, tijgergarnalen en mosselen in de rivier. Deze dienen de vogels en vissen in de ondiepe wateren en wadden tot voedsel.
Een deel van het stroomgebied van de benedenloop van de Canning werd ondergebracht in het Canning River Regional Park dat ligt tussen Shelley Bridge en Nicholson Road Bridge. Het park bevat zowel zoetwater- als estuariumsecties. De volgende landdieren leven in het park:
- Zoogdieren
  - voskoesoe
  - gewone kortneusbuideldas
- Reptielen en amfibieën

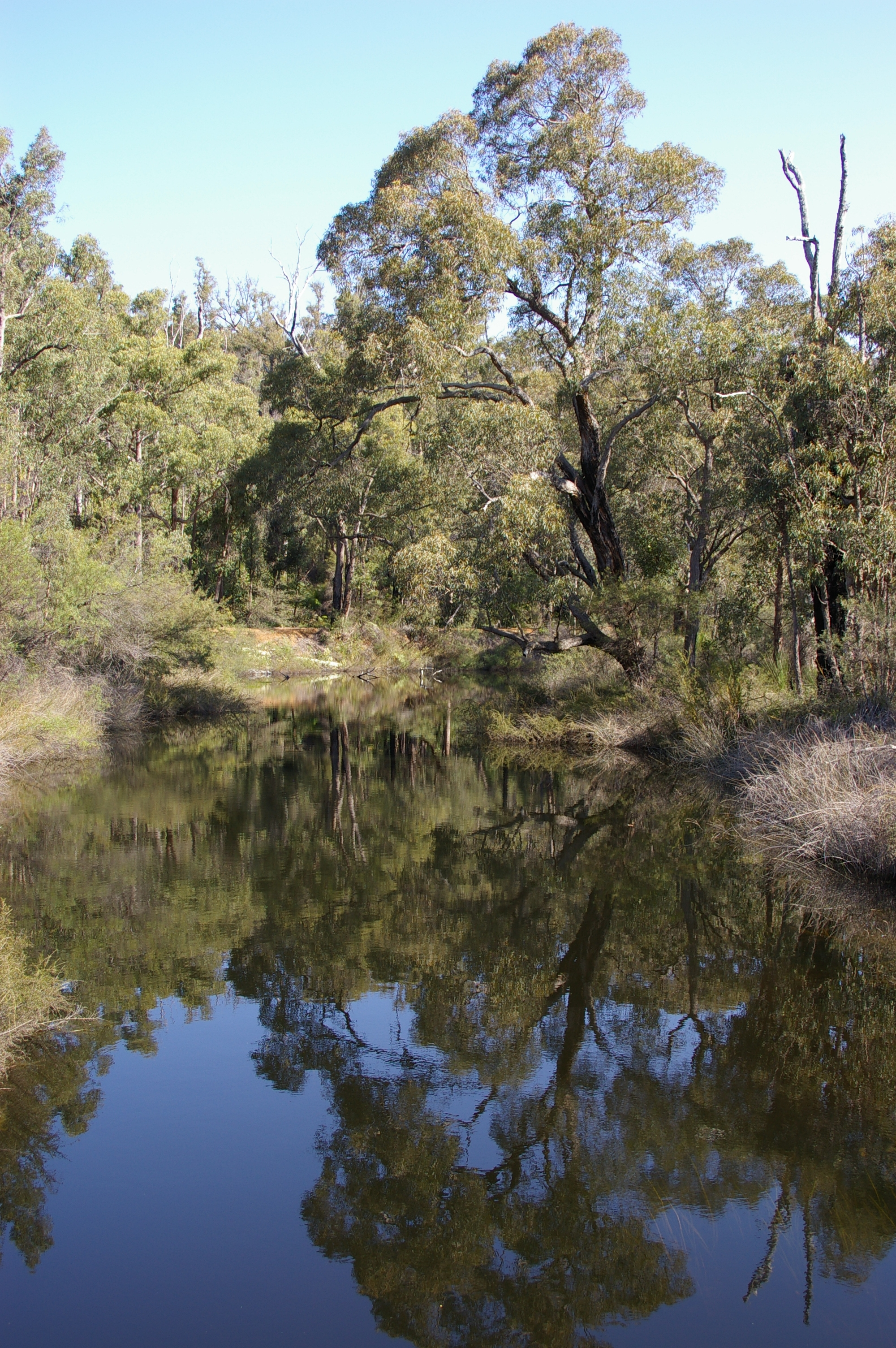
vanaf de Bibbulmun Track getrokken

  - Australische slangenhalsschildpadden (Chelodina oblonga)
  - Pseudonaja affinis
  - Australische tijgerslang
  - pijnappelskink
  - Pogona minor minor
  - Litoria moorei
  - Litoria adelaidensis
  - Heleoporus eyrei
  - Crinia glauerti
  - Crinia insignifera
- Insecten en spinnen
  - Nephila edulis
  - Argiope aetherea
  - Gasteracantha minax

Onder meer volgende watervogels leven in het park:
- steltkluut
- Australische kluut
- maskerplevier
- oeverloper
- groenpootruiter
- reuzenstern
- grote kuifstern
- witkopmeeuw
- Australische visarend
- Pacifische bruine kiekendief
- Australische karekiet
- dwerggrasvogel
- Australische muskuseend
- zwarte zwaan
- Australische bergeend
- manengans
- lepelbekeend
- Australische slobeend
- Australische taling
- wenkbrauweend

- Australische witoogeend
- Australische stekelstaart
- Australische dodaars
- grijskopfuut
- Australische slangenhalsvogel
- kleine bonte aalscholver
- aalscholver
- zwarte aalscholver
- Australische pelikaan
- withalsreiger
- oosterse grote zilverreiger
- kleine zilverreiger
- witwangreiger
- geelbandral
- Pacifisch porseleinhoen
- zwart waterhoen
- meerkoet
- rosse kwak
- Australische witte ibis
- geelsnavellepelaar

Langs de benedenloop groeien planten uit de mirtefamilie (En:paperbarks & flooded gums) en in de heuvels langs de bovenloop Banksia, jarrah en marri. Onder meer volgende landvogels worden er aangetroffen:
- palmtortel
- parelhalstortel
- bronsvleugelduif
- Australische grijze wouw
- Australische havik
- grijskopsperwer
- Australische dwergarend
- Australische boomvalk
- roodstaartraafkaketoe
- dunsnavelraafkaketoe
- roze kaketoe
- naaktoogkaketoe
- westelijke langsnavelkaketoe
- oostelijke langsnavelkaketoe
- lori van de Blauwe Bergen
- Port-lincolnparkiet
- roodkapparkiet
- Horsfields bronskoekoek
- gouden bronskoekoek
- vale koekoek
- Australische boeboekuil
- kookaburra
- heilige ijsvogel
- regenboogbijeneter
- prachtelfje
- witbrauwstruiksluiper

- eucalyptushaantje
- witstaartmangrovezanger
- geelstuitdoornsnavel
- roodstuitdoornsnavel
- gevlekte diamantvogel
- geelvlekdiamantvogel
- roesthalshoningvogel
- fluithoningeter
- westelijke lelhoningeter
- roodlelhoningeter
- parkhoningeter
- witooghoningeter
- Australische rupsvogel
- grijsstuittriller
- grijsrugorgelvogel
- zwartrugfluitvogel
- grijze waaierstaart
- tuinwaaierstaart
- Australische raaf
- grijsrugfluiter
- Australische slijkekster
- grijsrugbrilvogel
- welkomzwaluw
- Australische boomzwaluw
- roodstuithoningvogel

## Galerij

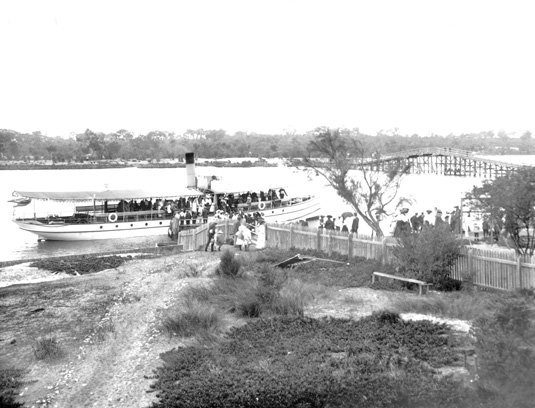
Canning Bridge rond 1906
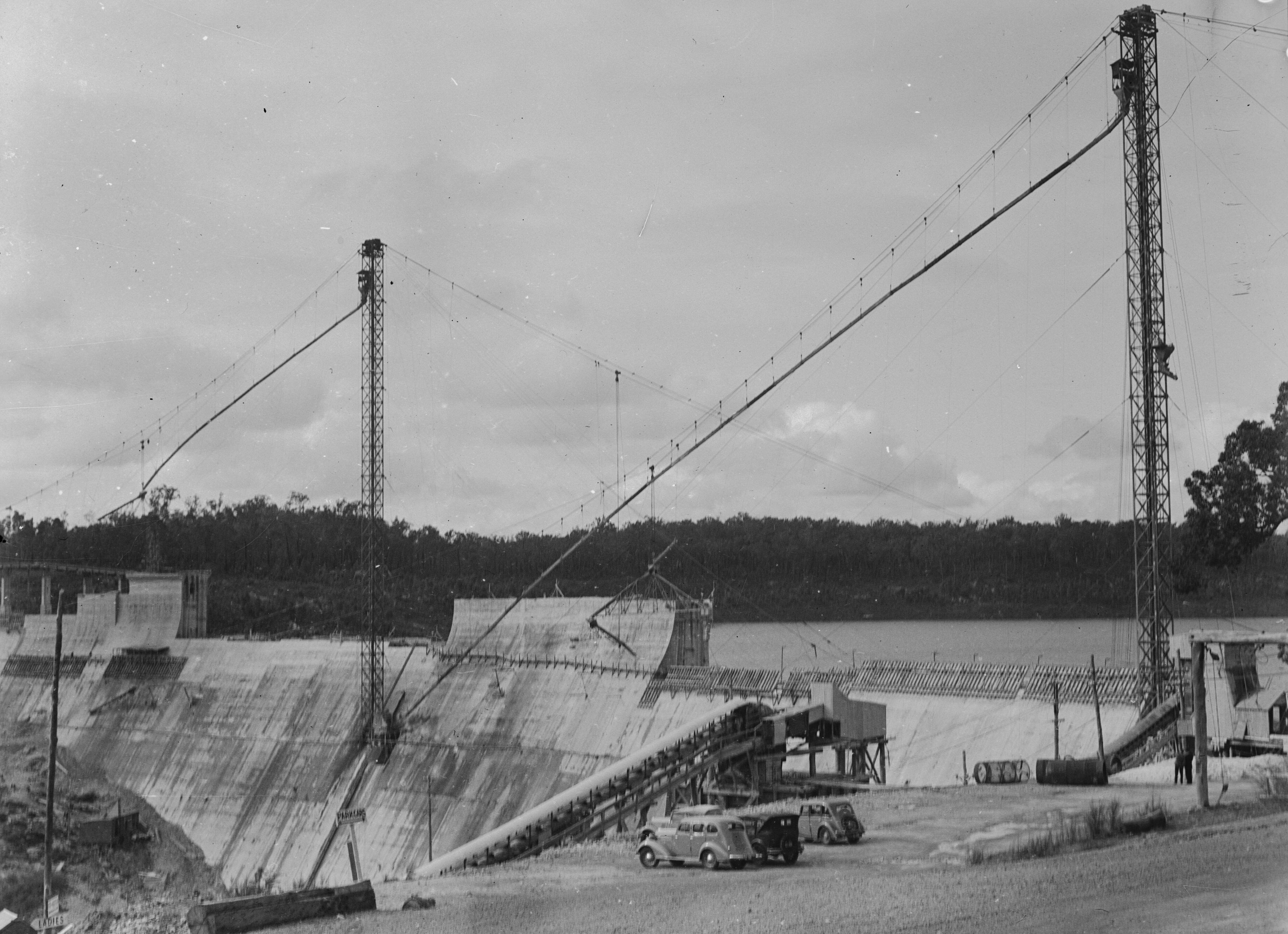
bouw Canning Dam in 1939
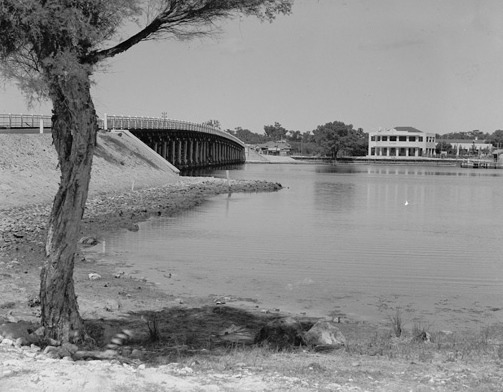
Canning Bridge rond 1939
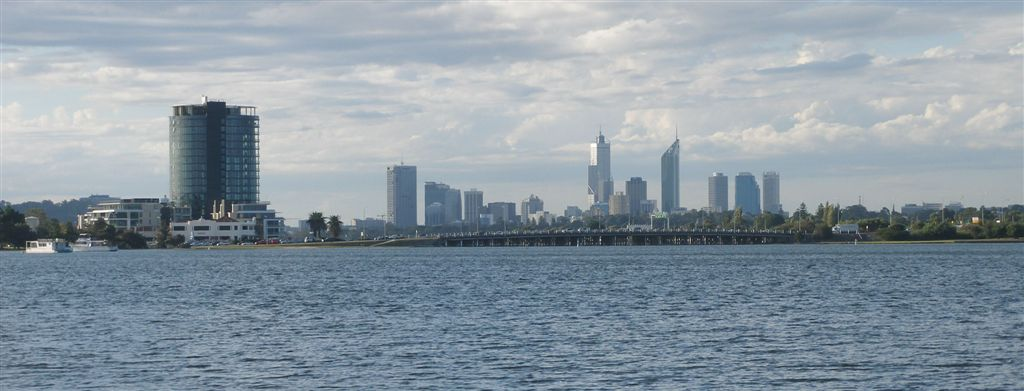
Canning Bridge in 2006
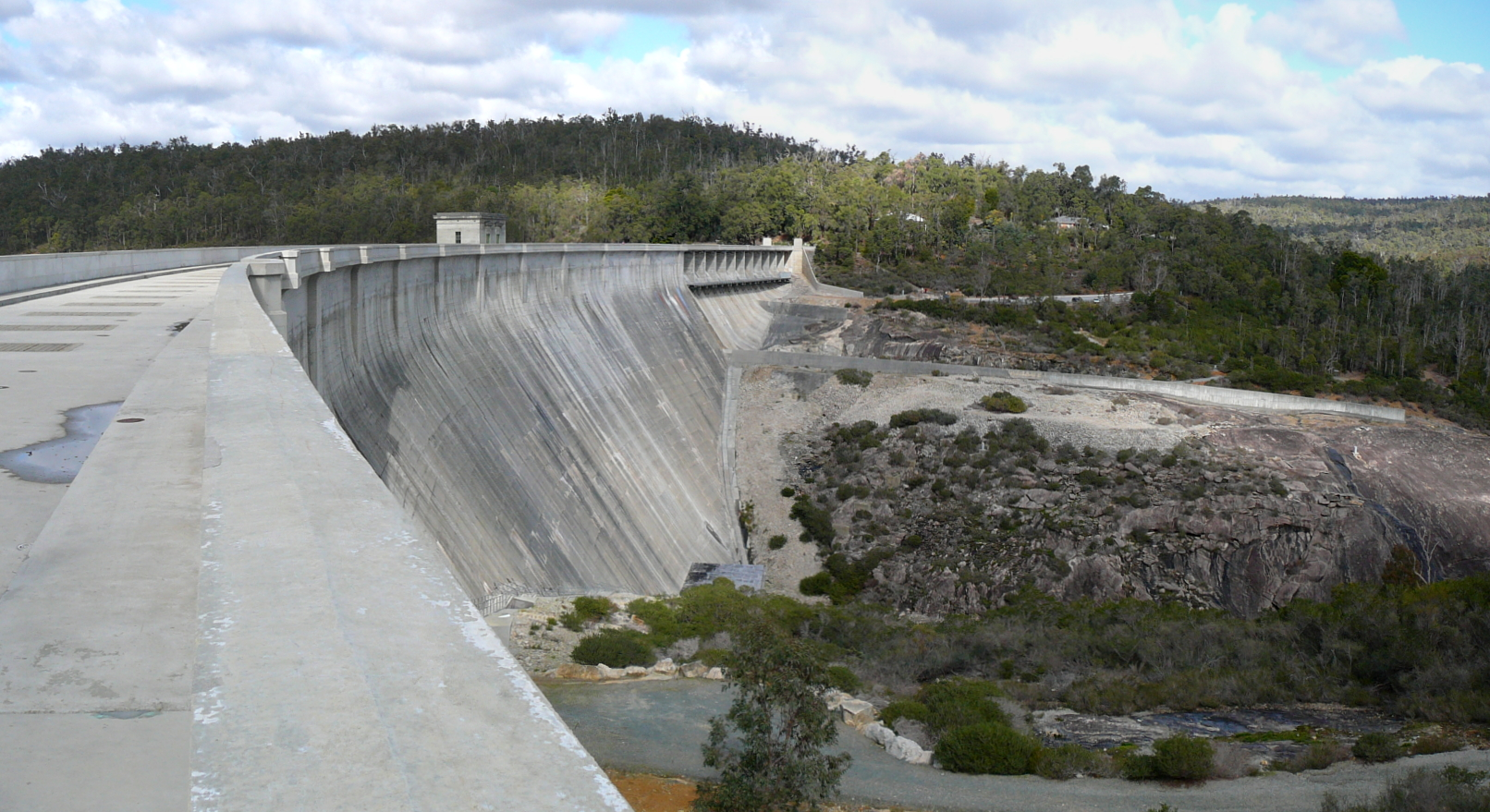
Canning Dam in 2010
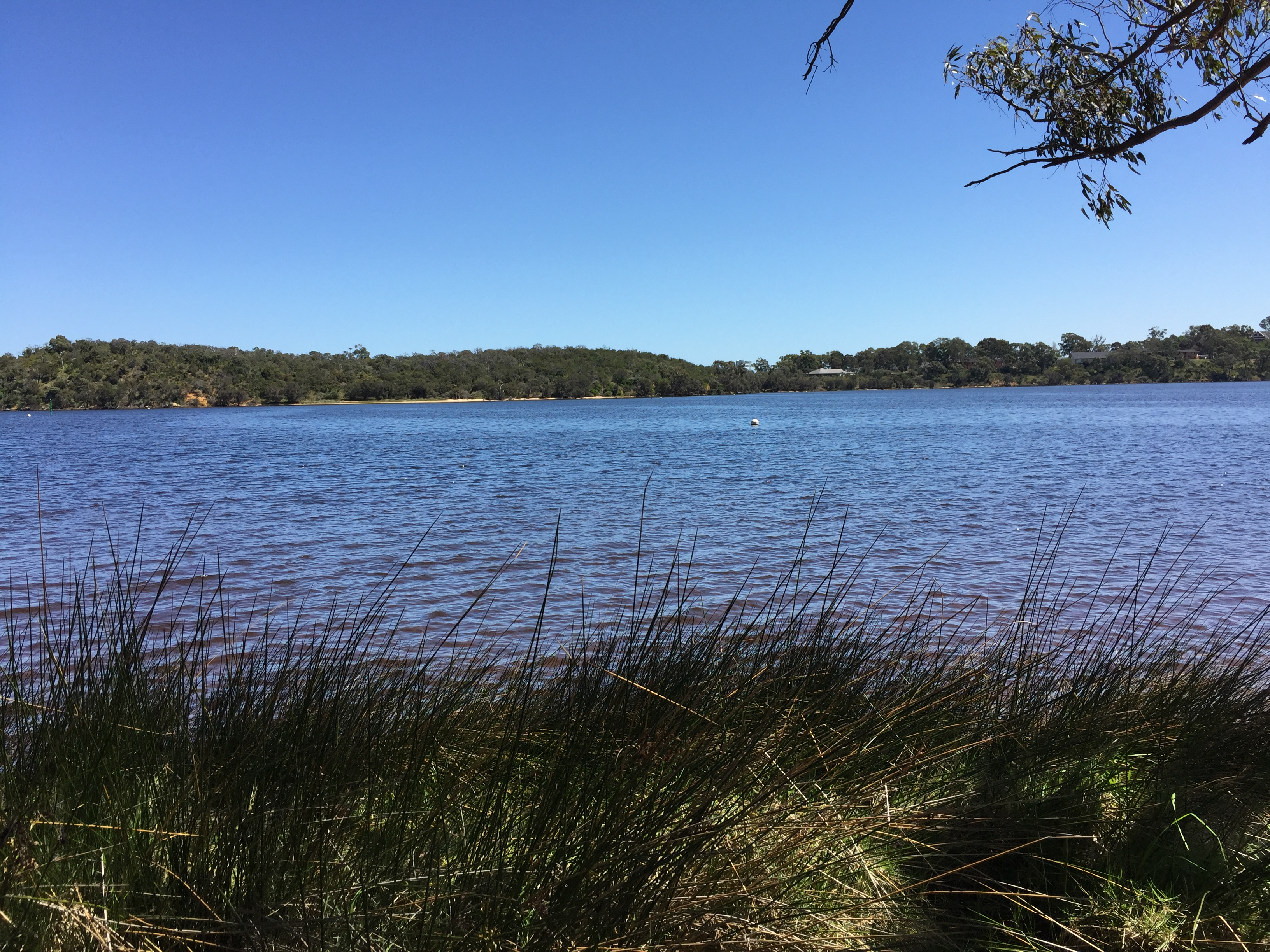
nabij Mount Henry

- Library of Congress Control Number: sh85019626
- Nationale Bibliotheek van Israël: 987007283358805171
- Virtual International Authority File: 315127776